# Glomera erythrosma
Glomera erythrosma är en orkidéart som beskrevs av Carl Ludwig von Blume. Glomera erythrosma ingår i släktet Glomera och familjen orkidéer. Inga underarter finns listade i Catalogue of Life.